# 勒代什蒂鄉 (加拉茨縣)
46°03′46″N 27°48′22″E / 46.0627°N 27.8060°E
勒代什蒂鄉（羅馬尼亞語：Comuna Rădești, Galați），是羅馬尼亞的鄉份，位於該國東部，由加拉茨縣負責管轄，面積39平方公里，海拔高度208米，2007年人口1,650，人口密度每平方公里42人。